# Max Fellerer
Pour les articles homonymes, voir Fellerer.
Max Fellerer, né le 15 octobre 1889 à Linz (Autriche-Hongrie) et mort le 27 mars 1957 à Vienne (Autriche), est un architecte autrichien.

## Biographie

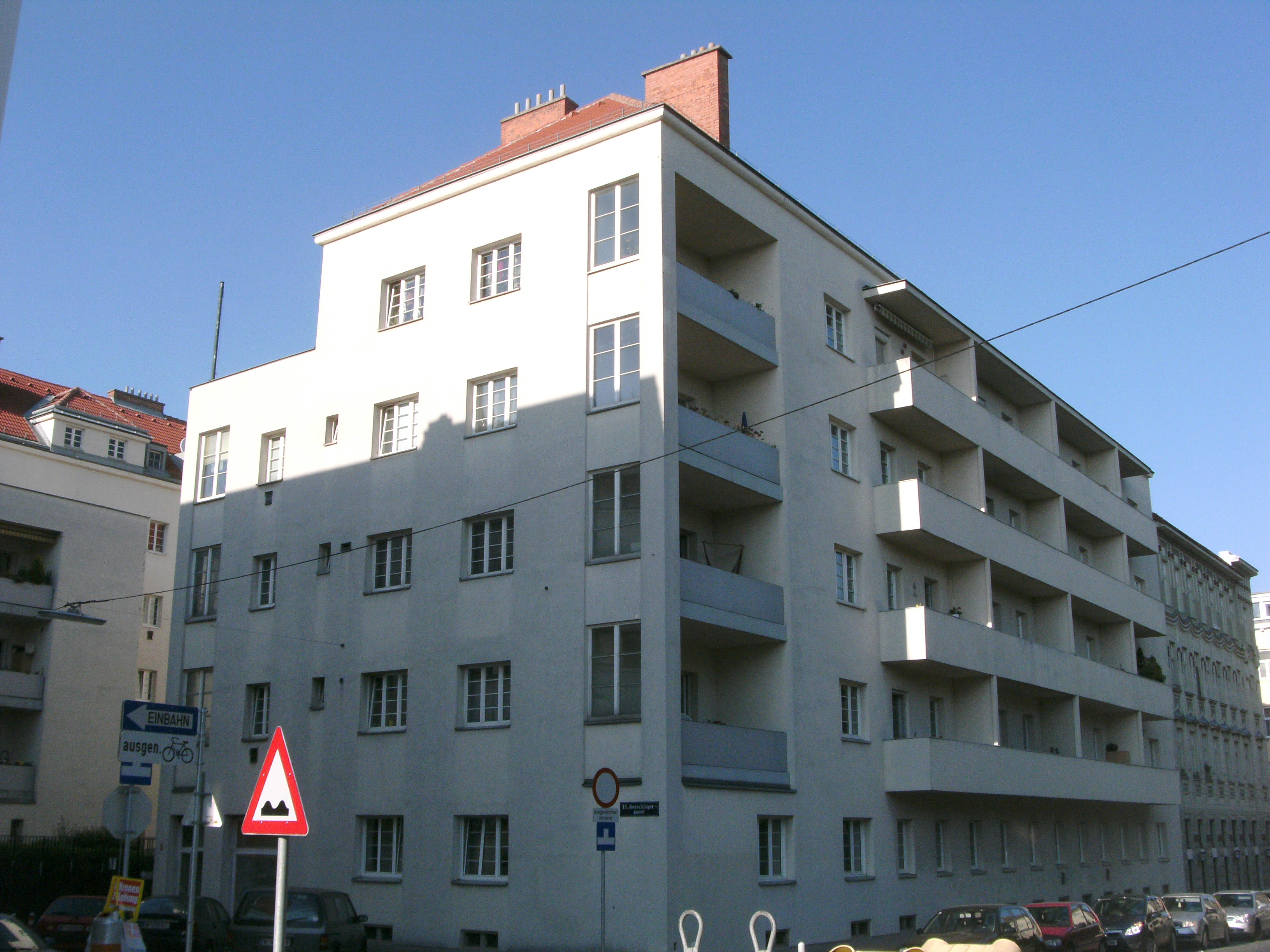
Complexe d'habitation, Geyschlägergasse à Vienne, conçu par Max Fellerer, construit entre 1928 et 1929.

Max Fellerer est diplômé de la Realschule de Linz puis étudie à l'Université technique de Vienne avec Karl König puis à l'Académie des Beaux-Arts de Vienne avec Otto Wagner.
En 1913, Fellerer travaille dans l'atelier de l'architecte Josef Hoffmann et à la Wiener Werkstätte jusqu'à son service militaire pendant la Première Guerre mondiale. De 1919 à 1926, il est architecte en chef chez Josef Hoffmann. À partir de 1926, il travaille pour l'architecte Clemens Holzmeister et de 1928 à 1934, il est architecte en chef dans son atelier. De 1934 à 1954, il partage un atelier avec l'architecte Eugen Wörle.
À partir de 1932, Fellerer est professeur à l'Académie des Beaux-Arts de Vienne et, de 1934 à 1938, directeur de l'École des arts appliqués de Vienne. Il est destitué de son poste de directeur lorsque l'Autriche est annexée par l'Allemagne hitlérienne (l'Anschluss).
Max Fellerer est enterré au cimetière central de Vienne.

## Œuvre
(Avec Eugen Wörle) : 
- Complexe d'habitation dans le lotissement Per Albin Hansson
- Lido Gänsehäufel
- Parkhotel Mirabell
- Salle de congrès à Salzbourg
- Nouveau bâtiment pour le ministère des Finances et l'Académie des arts appliqués
- Reconstruction du Parlement
- Haas-Haus, Stephansplatz

## Récompenses et distinctions
- 1950 : Prix d'architecture de la ville de Vienne
- 1954 : Grand Prix d'État autrichien d'architecture
- 1954 : Grande décoration d'honneur pour services rendus à la République d'Autriche[2]